# تشارلز إتش بينيت
تشارلز إتش بينيت (بالإنجليزية: Charles H. Bennett (computer scientist))‏ (و. 1943 – م) هو فيزيائي، وعالِم حاسب آلي من الولايات المتحدة الأمريكية . ولد في مدينة نيويورك .
وهو عضواً في الأكاديمية الوطنية للعلوم، والجمعية الفيزيائية الأمريكية .

## التعليم
تعلم في جامعة هارفارد

## جوائز
حصل على جوائز منها:
- IBM Fellow
- جائزة هارفي.